# Daan Rienstra
Daan Rienstra (Alkmaar, 6 ottobre 1992) è un calciatore olandese, centrocampista del Kalamata.

## Biografia
È fratello minore di Ben Rienstra, anch'esso calciatore.

## Caratteristiche tecniche
È un centrocampista centrale.

## Carriera
Ha debuttato fra i professionisti il 10 maggio 2015 disputando con l'Heracles Almelo l'incontro di Eredivisie perso 2-0 contro il PSV.
Con la maglia dell'RKC Waalwijk ha disputato oltre 100 incontri di Eerste Divisie.

## Statistiche
Statistiche aggiornate al 18 agosto 2019.

### Presenze e reti nei club
| Stagione        | Squadra         | Campionato      | Campionato | Campionato | Coppe nazionali | Coppe nazionali | Coppe nazionali | Coppe continentali | Coppe continentali | Coppe continentali | Altre coppe | Altre coppe | Altre coppe | Totale | Totale | Totale |
| Stagione        | Squadra         | Comp            | Pres       | Reti       | Comp            | Pres            | Reti            | Comp               | Pres               | Reti               | Comp        | Pres        | Reti        | Pres   | Reti   |        |
| --------------- | --------------- | --------------- | ---------- | ---------- | --------------- | --------------- | --------------- | ------------------ | ------------------ | ------------------ | ----------- | ----------- | ----------- | ------ | ------ | ------ |
| 2012-2013       | ADO '20         | DD              | 30         | 0          | CO              | 4               | 0               |                    | -                  | -                  |             | -           | -           | 34     | 0      |        |
| 2013-2014       | Heracles Almelo | ED              | 0          | 0          | CO              | 0               | 0               |                    | -                  | -                  |             | -           | -           | 0      | 0      |        |
| 2014-2015       | Heracles Almelo | ED              | 1          | 0          | CO              | 0               | 0               |                    | -                  | -                  |             | -           | -           | 1      | 0      |        |
| 2015-2016       | RKC Waalwijk    | 1D              | 32         | 0          | CO              | 1               | 0               |                    | -                  | -                  |             | -           | -           | 33     | 0      |        |
| 2016-2017       | RKC Waalwijk    | 1D              | 37+2       | 3+0        | CO              | 2               | 0               |                    | -                  | -                  |             | -           | -           | 41     | 3      |        |
| 2017-2018       | RKC Waalwijk    | 1D              | 21         | 1          | CO              | 2               | 0               |                    | -                  | -                  |             | -           | -           | 23     | 1      |        |
| 2018-2019       | RKC Waalwijk    | 1D              | 24+6       | 2+0        | CO              | 1               | 0               |                    | -                  | -                  |             | -           | -           | 31     | 2      |        |
| 2019-2020       | RKC Waalwijk    | ED              | 3          | 0          | CO              | 0               | 0               |                    | -                  | -                  |             | -           | -           | 3      | 0      |        |
| Totale carriera | Totale carriera | Totale carriera | 156        | 6          |                 | 10              | 0               |                    | -                  | -                  |             | -           | -           | 166    | 6      |        |